# Sälsklinten
Sälsklinten är ett naturreservat i Vansbro kommun i Dalarnas län.
Området är naturskyddat sedan 2018 och är 105 hektar stort. Reservatet ligger på Sälsklintens och Östra bergets nordliga sluttningar och består av högvuxen granskog, småkärr och små partier av hällmarkstallskog.